# Lev stærkt - dø ung
Lev stærkt – dø ung er en roman fra 1947 af Willard Motley. Originaltitlen er Knock on any door. Romanen er filmatiseret under samme titel (både på engelsk og dansk) med John Derek og Humphrey Bogart i hovedrollerne.

## Handling
Den handler om drengen Nick Romano. Da hans fars butik må lukke og da familien bliver fattig må de flytte til en tante i Chicago. Dette kvarter former og depraverer Nick på en måde, at han kommer på opdragelsesanstalt, pga. forskellig kriminalitet. Da han kommer ud er han endnu mere ødelagt. Han begynder, sammen med sine kammerater, at begå voldelige overfald for at skaffe penge. 
Nick begynder at ses med en af sin søsters veninder, Emma, og det ender med at de gifter sig. Nick beslutter sig for at bedre sig, men han kan ikke holde på et job og han tyer igen til kriminalitet. Emma bliver så ulykkelig at hun begår selvmord. 
Nick begår et røveri og under flugten bliver han indhentet af en betjent. De skyder efter hinanden og det ender med at Nick slår ham ihjel.
| Bog | Spire Denne artikel om bøger og tidsskrifter er en spire som bør udbygges. Du er velkommen til at hjælpe Wikipedia ved at udvide den. |